# Burza jonosferyczna
Burza jonosferyczna – wielogodzinne zmiany gęstości elektronów w jonosferycznej warstwie F, rejestrowane w czasie burz magnetycznych, powodowane aktywnością słoneczną, np. rozbłyskową.
Zwykle rozróżnia się dwie fazy zjawiska: początkową dodatnią, gdy zwiększa się koncentracja elektronów, oraz następującą potem fazę ujemną, gdy liczba cząstek powraca do niezaburzonej wielkości. Podczas burzy jonosferycznej zmieniają się także względne obfitości niektórych jonów w jonosferze, wskutek działania dodatkowych systemów prądowych wytwarzanych poprzez zmiany ziemskiego pola magnetycznego.
W trakcie zaburzenia zmniejsza się też wysokość warstwy F, która, podobnie jak zmiany w liczbie jonosferycznych elektronów, wpływa na zasięg propagacji fal radiowych o częstości z zakresu od około 6 do 10 MHz.